# Division d’Hisar
La division d'Hisar est une division territoriale de l'État de l'Haryana en Inde. Sa capitale est la ville d'Hisar.

## Districts
- Bhiwani,
- Fatehabad
- Hisar,
- Jind
- Sirsa

```
.
```